# Диссеполо, Энрике Сантос
Энрике Сантос Диссеполо (исп. Enrique Santos Discépolo; 27 марта 1901, Буэнос-Айрес, Аргентина — 23 декабря 1951, там же) — аргентинский танцор танго и милонга, музыкант, композитор и кинорежиссёр, известный под псевдонимом Discepolín.

## Биография
Энрике Диссеполо родился в Буэнос-Айресе 27 марта 1901 года. Стал увлекаться искусством в раннем возрасте и пробовал играть и писать театральные сценарии, прежде чем обосновался в танго. Его старший брат Армандо стал самостоятельно воспитывать Энрике после того, как умер их родитель. Тот воспрепятствовал решению Энрике заниматься созданием популярной музыки, поэтому ему было нелегко в начале своего карьерного пути.
Он написал несколько песен (в том числе знаменитую «Que vachaché», название которой является старой жаргонной фразой лунфардо, означающая «что ты собираешься делать») с небольшим успехом. В 1928 году певица Асусена Майсани исполнила его композицию «Esta noche me emborracho». Через несколько дней после этого выступления тексты этого танго разошлись по стране и принесли ему всеобщую известность. Позже в том же году актриса и певица Тита Мерельо исполнила «Que vachaché» и принесла ей такую же популярность. Он также встретил свою будущую супругу Ану, которая будет с ним до конца его жизни. В последующие годы он продолжал приобретать известность, и в 1934 году он написал песню «Cambalache», тексты которой не только «отражали мировой политический климат той эпохи, но и почти предсказывали её будущее». Энрике Диссеполо умер от инсульта в канун Рождества 1951 года и был похоронен на кладбище Ла-Чакарита.

## Избранные песни
- «Alma de bandoneón»
- «Bizcochito»
- «Cafetín de Buenos Aires[исп.]»
- «Cambalache[исп.]»
- «Canción desesperada[исп.]»
- «Chorra[исп.]»
- «Confesión»
- «Desencanto»
- «El choclo» (текст)
- «Esta noche me emborracho[исп.]»
- «Infamia»
- «Justo el 31»
- «Malevaje[исп.]»
- «Que sapa señor»
- «Qué vachaché[исп.]»
- «Quién más, quién menos»
- «Qué vachaché»
- «Secreto»
- «Sin Palabras»
- «Soy un arlequín»
- «Sueño de juventud»
- «Tormenta»
- «Uno[исп.]»
- «Yira, yira[исп.]»

## Фильмография
Энрике Диссеполо также играл во многих фильмах, писал сценарии и был кинорежиссёром:

| Год  |   | Русское название | Оригинальное название         | Роль                           |
| ---- | - | ---------------- | ----------------------------- | ------------------------------ |
| 1930 | ф | —                | Yira, yira                    | актёр, композитор              |
| 1935 | ф | Душа аккордеона  | El alma de bandoneón          | композитор                     |
| 1937 | ф | —                | Mateo                         | актёр, композитор              |
| 1937 | ф | —                | El pobre Pérez                | композитор                     |
| 1939 | ф | —                | La vida es un tango           | композитор                     |
| 1939 | ф | —                | Cuatro corazones              | актёр, кинорежиссёр, сценарист |
| 1939 | ф | —                | ...Y mañana serán hombres     | актёр                          |
| 1940 | ф | —                | Un señor mucamo               | кинорежиссёр, сценарист        |
| 1940 | ф | —                | Caprichosa y millonaria       | композитор, режиссёр           |
| 1940 | ф | —                | En la luz de una estrella     | композитор                     |
| 1941 | ф | —                | Confesión                     | сценарист                      |
| 1941 | ф | —                | En la luz de una estrella     | кинорежиссёр, сценарист        |
| 1942 | ф | —                | Fantasmas en Buenos Aires     | кинорежиссёр, сценарист        |
| 1943 | ф | —                | Cándida, la mujer del año     | кинорежиссёр, сценарист        |
| 1949 | ф | —                | Yo no elegí mi vida           | актёр, сценарист               |
| 1949 | ф | —                | Corrientes, calle de ensueños | композитор                     |
| 1951 | ф | —                | El hincha                     | актёр, сценарист               |
| 1955 | ф | —                | Pecadora                      | композитор                     |
| 1970 | ф | Рассказ          | Blum                          | сценарист                      |